# Stanimir Atanasov
Stanimir Atanasov –en búlgaro, Станимир Атанасов– (Ruse, 20 de abril de 1976) es un deportista búlgaro que compitió en piragüismo en la modalidad de aguas tranquilas. Ganó una medalla de bronce en el Campeonato Mundial de Piragüismo de 1995, y dos medallas de bronce en el Campeonato Europeo de Piragüismo entre los años 1997 y 2002.

## Palmarés internacional
| Campeonato Mundial | Campeonato Mundial   | Campeonato Mundial | Campeonato Mundial |
| Año                | Lugar                | Medalla            | Competición        |
| ------------------ | -------------------- | ------------------ | ------------------ |
| 1995               | Duisburgo (Alemania) | Medalla de bronce  | C4 500 m           |
| Campeonato Europeo |                      |                    |                    |
| Año                | Lugar                | Medalla            | Competición        |
| 1997               | Plovdiv (Bulgaria)   | Medalla de bronce  | C2 200 m           |
| 2002               | Szeged (Hungría)     | Medalla de bronce  | C1 1000 m          |